# يوسف كاسال
يوسف كاسال (بالتركية: Yusuf Kasal)‏ (بالألمانية: Yusuf Emre Kasal)‏ هو لاعب كرة قدم تركي وألماني في مركز الوسط، ولد في 20 مايو 1988 في شفاينفورت في ألمانيا. لعب مع دينيزلي سبور وفالدهوف مانهايم ونادي نورنبرغ ويان ريغنسبورغ.

## وصلات خارجية
- يوسف كاسال على موقع اتحاد تركيا (لاعب) (الإنجليزية)
- يوسف كاسال على موقع قاعدة بيانات كرة القدم.إي يو (الإنجليزية)
- يوسف كاسال على موقع بيانات كرة القدم. دي إي (الألمانية)
- يوسف كاسال على موقع Soccerway.com (الإنجليزية)
- يوسف كاسال على موقع عالم كرة القدم.نت (الإنجليزية)